# رباعي أضلاع مقعر

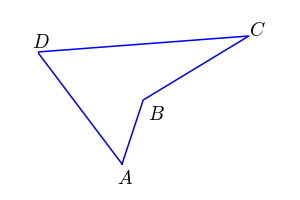
رباعي أضلاع مقعر

رباعي أضلاع مقعر (بالإنجليزية: Concave quadrilateral) هو رباعي أضلاع له رأس واحد زاويته الداخلية أكبر من 180 درجة.
نصل السهم، أو ذو الرجلين كما كان يسمى في عصر الحضارة الإسلامية (بالإنجليزية: Dart)، هو حالة خاصة من رباعي الأضلاع المقعر عندما يكون متناظرًا ثنائيًا.

## الخصائص
الخصائص التي تنطبق على رباعيات الأضلاع المحدبة قد لا تنطبق على رباعيات الأضلاع المقعرة.

### الخصائص المشتركة مع رباعيات الأضلاع المحدبة
- مجموع الزوايا الداخلية هو 360 درجة.
- الزاوية الخارجية لرباعي الأضلاع عند رأسه تساوي مجموع الزوايا الداخلية لرؤوسه الثلاثة الأخرى. على سبيل المثال، في رباعي الأضلاع ABCD، 360°-∠B=∠A+∠C+∠D.
  - وأيضًا، إذا كان محيط الدائرة التي مركزها النقطة B يمر بالنقاط A وC وD، فإن الزاوية المتشكلة خارج رباعي الأضلاع عند الرأس B تكون ضعف ∠D (∵ مبرهنة الزاوية المحيطية).

### الخصائص المختلفة عن رباعيات الأضلاع المحدبة
- هو شكل مقعر. بمعنى آخر، القطعة المستقيمة التي تربط بين نقطتين داخل رباعي أضلاع قد تمتد خارج الرباعي.
- الغلاف المحدب هو مثلث.
- لا يمر أحد القطرين من داخل الرباعي.
- لا يمكن تحديد الزوايا الخارجية عند الرؤوس المقعرة.
- لا توجد أبدًا دائرة محاطة (دائرة تمس جميع أضلاعها) أو دائرة محيطة (دائرة تمر بجميع الرؤوس).